# 1928年至1929年英格蘭足總盃
1928/29球季英格蘭足總盃（英語：FA Cup），是第54屆英格蘭足總盃，今屆賽事的冠軍是保頓，他們在決賽以2:0擊敗樸茨茅夫，奪得冠軍。本屆賽事繼續在舊溫布萊球場舉行。
保頓在三年前曾奪冠，今次是他們3年來的第二個足總盃冠軍。

## 外部連結
1. 英格蘭足總盃官網Archive-It的存檔，存档日期2012-04-24
2. 英格蘭足總盃 歷屆冠軍（页面存档备份，存于）